# Кривчево
Кривчево (словен. Krivčevo) — поселення в общині Камник, Осреднєсловенський регіон, Словенія. Висота над рівнем моря: 681,4 м.